# Christina Hendricks
Christina Rene Hendricks (Knoxville, Tennessee; 3 de mayo de 1975) es una actriz y ex modelo estadounidense, conocida sobre todo por su papel como Joan Holloway en la serie de la AMC Mad Men. Su actuación recibió elogios de la crítica y le valió seis nominaciones al Emmy como Mejor Actriz de Reparto durante las siete temporadas del programa.En 2010, una encuesta realizada por la revista Esquire a sus lectoras la nombró «la mujer más sexy del mundo». También fue elegida «La mujer más guapa de Estados Unidos».

## Biografía
Hendricks nació en Knoxville, Tennessee, la segunda hija de Jackie Sue Hendricks (de soltera Raymond), psicóloga, y Robert Hendricks, empleado del Servicio Forestal originario de Birmingham (Inglaterra), y creció en Twin Falls (Idaho), durante la primaria. En 1989, su familia se mudó a Fairfax, Virginia, donde Hendricks apareció en diversas obras de su instituto y actuaciones de su comunidad. Consiguió su primer papel en Junior Musical Playhouse productions, incluyendo Joseph and the Amazing Technicolor Dreamcoat. Hendricks es rubia natural; pero se ha teñido el pelo de rojo desde que tenía 10 años, inspirada por el libro Ana de las Tejas Verdes. Tras terminar la secundaria en Virginia, se mudó a Nueva York para dedicarse al modelaje, tras participar en un concurso de portada de Seventeen. Continuó trabajando internacionalmente como modelo durante más de una década antes de dedicarse a la actuación.

## Trayectoria
Comenzó a modelar en Nueva York, Londres y Japón entre los 18 y los 27 años antes de pasar a los comerciales.  Vivió en Londres durante aproximadamente un año durante este período, viviendo con dos amigos que eran profesores.  Con veinte años, se mudó con su madre y su hermano a Los Ángeles, California.  Inicialmente, siguió una carrera en el sector administrativo de la industria musical, pero fue disuadida por sus amigos y siguió trabajando como modelo antes de audicionar para papeles de actuación.  Apareció en comerciales de Carl's Jr. y Dr. Pepper,  y protagonizó el video musical de "One Hit Wonder" de Everclear (1997).  Fue la modelo de mano en el póster de la película American Beauty.
Como actriz, Hendricks ha hecho un gran número de apariciones televisivas en diversas series de TV. Su primer éxito televisivo fue cuando se convirtió en una de las protagonistas de la serie Beggars & Choosers. Desde entonces ha protagonizado las series The Big Time y The Court, junto a Sally Field y Craig Bierko, así como la serie de abogados Kevin Hill. Ha aparecido en varios capítulos de ER y Firefly y como invitada protagonista en algunos episodios de Angel, Miss Match, Tru Calling, Presidio Med, Without a Trace, y Las Vegas. Hendricks protagonizó South of Pico junto a Kip Pardue. Ha aparecido en cuatro episodios de la serie de la NBC titulada Life en el papel de Olivia.
Su papel más conocido es el de Joan Holloway, en la serie de la cadena AMC Mad Men, estrenada en 2007 y ganadora en los Emmy y los Globos de Oro. La serie se centra en las agencias de publicidad neoyorquinas de los años 60. El personaje de Hendricks es la jefa de secretarias de la agencia publicitaria Sterling Cooper, que se convierte en mentora de un grupo de chicas (secretarias) que deben enfrentarse a los piropos descarados y la insensibilidad de sus compañeros masculinos.
Mientras estaba en Mad Men, también comenzó a aparecer en películas, recibiendo atención crítica por su actuación en el drama de acción Drive (2011) de Nicolas Winding, Detachment (2011) junto a Adrien Brody, James Caan y Lucy Liu, el drama Ginger & Rosa (2012) de Sally Potter, la película neo-noir y fantástico Lost River (2014) junto a Ryan Gosling, la comedia Fist Fight (2017), la película de terror Los extraños: cacería nocturna (2018),  la comedia animada Toy Story 4 (2019). En 2020, Hendricks prestó su voz al oficial Jaffe en la película Scooby-Doo de Warner Bros. de 2020, Scoob!.

## Vida personal
Christina Hendricks se casó en octubre de 2009 con el también actor Geoffrey Arend. Declaró en entrevistas que ella y su esposo no planeaban tener hijos. El 17 de octubre de 2019, tanto ella como Geoffrey Arend, comunicaron su separación a través de sus respectivas cuentas de Instagram. A partir de 2021, comenzó una relación con el operador de cámara George Bianchini. Anunciaron su compromiso en marzo de 2023 y se casaron el 20 de abril de 2024.

## Filmografía
| Año  | Título                         | Personaje         | Notas           |
| ---- | ------------------------------ | ----------------- | --------------- |
| 2007 | La Cucina                      | Lily              |                 |
| 2007 | South of Pico                  | Angela            |                 |
| 2010 | Leonie                         | Catherine         |                 |
| 2010 | Life as We Know It             | Alison Novack     |                 |
| 2011 | The Family Tree                | Alicia            |                 |
| 2011 | All-Star Superman              | Lois Lane         | Voz (en inglés) |
| 2011 | Detachment                     | Ms. Sarah Madison |                 |
| 2011 | Drive                          | Blanche           |                 |
| 2011 | I Don't Know How She Does It   | Allison           |                 |
| 2012 | Ginger & Rosa                  | Natalie           |                 |
| 2013 | Struck by Lightning            | April             |                 |
| 2013 | From Up on Poppy Hill          | Miki Hokuto       | Voz (en inglés) |
| 2014 | Lost River                     | Billy             |                 |
| 2014 | God's Pocket                   | Jeanie Scarpato   |                 |
| 2014 | Tinker Bell: The Pirate Fairy  | Zarina            |                 |
| 2015 | Dark Places                    | Patty Day         |                 |
| 2016 | The Neon Demon                 | Jan               |                 |
| 2016 | Bad Santa 2                    | Diane Hastings    |                 |
| 2017 | Fist Fight                     | Ms. Monet         |                 |
| 2017 | Crooked House                  | Brenda Leonides   |                 |
| 2017 | Pottersville                   | Connie Greiger    |                 |
| 2018 | Los extraños: cacería nocturna | Cindy             |                 |
| 2018 | American Woman                 | Katherine         |                 |
| 2018 | Egg                            | Karen             |                 |
| 2019 | Toy Story 4                    | Gabby Gabby       | Voz (en inglés) |
| 2020 | ¡Scooby!                       | Oficial Jaffe     | Voz (en inglés) |
| 2022 | The storied life of A.J. Fikry | Ismay Evans       |                 |

## Películas televisivas
- Sorority (1999), Fawn.
- The Big Time (2002), Audrey Drummond.
- Hunger Point (2003), Frannie Hunter.

## Apariciones en TV
- Undressed (1999), Rhiannon.
- Angel (un episodio, 2000).
- Beggars and Choosers (19 episodios, 2000-2001), Kelly Kramer.
- Thieves (1 episodio, "Casino", 2001), Sunday.
- ER (4 episodios, 2002), Joyce Westlake.
- The Court (2002), Betsy Tyler.
- Presidio Med (1 episodio, "Suffer Unto Me the Children...", 2003), Claire.
- Firefly (2 episodios, "Our Mrs. Reynolds" y "Trash", 2002-2003), Yolanda/Saffron/Bridget, abreviado a "Yo-Saf-Bridge" en el episodio "Trash" (el nombre del personaje siempre es un alias).
- Miss Match (1 episodio, "The Price of Love", 2003), Sarah.
- Tru Calling (1 episodio, "Murder in the Morgue", 2004), Alyssa.
- Kevin Hill (22 episodios, 2004-2005), Nicolette Raye.
- Cold Case (1 episodio, "Colors", 2005), Esther "Legs" Davis 1945.
- Jake in Progress (1 episodio, "The Hot One", 2006), Tanya.
- Without a Trace (1 episodio, "Check Your Head", 2006), Rachel Gibson.
- Las Vegas (1 episodio, "Chaos Theory", 2006), Connie.
- Mad Men (92 episodios, 2007-2015), Joan Holloway.
- Chelsea Lately (1 episodio, "26 July 2008", 2008), ella misma.
- Life (4 episodios, "Badge Bunny", "Did You Feel That?", "A Civil War" y "Tear Asunder", 2008), Olivia.
- Rick and Morty (2 episodios, "Auto Asimilación Erótica", "Air Force Wong", 2015 y 2023), como "Unidad" (Voz).
- Hap and Leonard (18 capítulos, 2016-2018), Trudy.
- Tin Star (20 episodios, 2017-2020), Elizabeth Bradshaw.
- The Romanoffs (1 episodio, "House of Special Purpose", 2018), Olivia Rogers.
- Good Girls (50 episodios, 2018-2021), Beth Boland.
- The Buccaneers (4 episodios, 2023), Patricia "Patti" St. George.
- Hacks (1 episodio, "Par for the Course", 2024).

## Premios y nominaciones
| Premios Primetime Emmy | Premios Primetime Emmy                    | Premios Primetime Emmy | Premios Primetime Emmy | Premios Primetime Emmy |
| Año                    | Categoría                                 | Trabajo Nominado       | Resultado              | Ref.                   |
| ---------------------- | ----------------------------------------- | ---------------------- | ---------------------- | ---------------------- |
| 2010                   | Mejor actriz de reparto - Serie dramática | Mad Men                | Nominada               | [ 2 ]                  |
| 2011                   | Mejor actriz de reparto - Serie dramática | Mad Men                | Nominada               | [ 2 ]                  |
| 2012                   | Mejor actriz de reparto - Serie dramática | Mad Men                | Nominada               | [ 2 ]                  |
| 2013                   | Mejor actriz de reparto - Serie dramática | Mad Men                | Nominada               | [ 2 ]                  |
| 2014                   | Mejor actriz de reparto - Serie dramática | Mad Men                | Nominada               | [ 2 ]                  |
| 2015                   | Mejor actriz de reparto - Serie dramática | Mad Men                | Nominada               | [ 2 ]                  |

- Ganadora en 2006 de un premio SyFy Genre Awards a la Mejor Invitada Especial en televisión por su aparición en el episodio "Trash" de la serie Firefly.